# Вейтлі (Алабама)
Вейтлі (англ. Whatley) — переписна місцевість (CDP) в США, в окрузі Кларк штату Алабама. Населення — 167 осіб (2020).

## Географія
Вейтлі розташоване за координатами 31°38′47″ пн. ш. 87°42′39″ зх. д. / 31.64639° пн. ш. 87.71083° зх. д. (31.646343, -87.710836).  За даними Бюро перепису населення США в 2010 році переписна місцевість мала площу 3,34 км², уся площа — суходіл.

## Демографія
Згідно з переписом 2010 року, у переписній місцевості мешкало 150 осіб у 63 домогосподарствах у складі 47 родин. Густота населення становила 45 осіб/км².  Було 90 помешкань (27/км²).
Расовий склад населення:
| - 72,0 % — білих - 26,7 % — чорних або афроамериканців - 0,7 % — азіатів |

До двох чи більше рас належало 0,7 %. Частка іспаномовних становила 2,0 % від усіх жителів.
За віковим діапазоном населення розподілялося таким чином: 22,7 % — особи молодші 18 років, 62,0 % — особи у віці 18—64 років, 15,3 % — особи у віці 65 років та старші. Медіана віку мешканця становила 42,3 року. На 100 осіб жіночої статі у переписній місцевості припадало 94,8 чоловіків;  на 100 жінок у віці від 18 років та старших — 100,0 чоловіків також старших 18 років.
Цивільне працевлаштоване населення становило 0 осіб. 